# Villa von Welschbillig

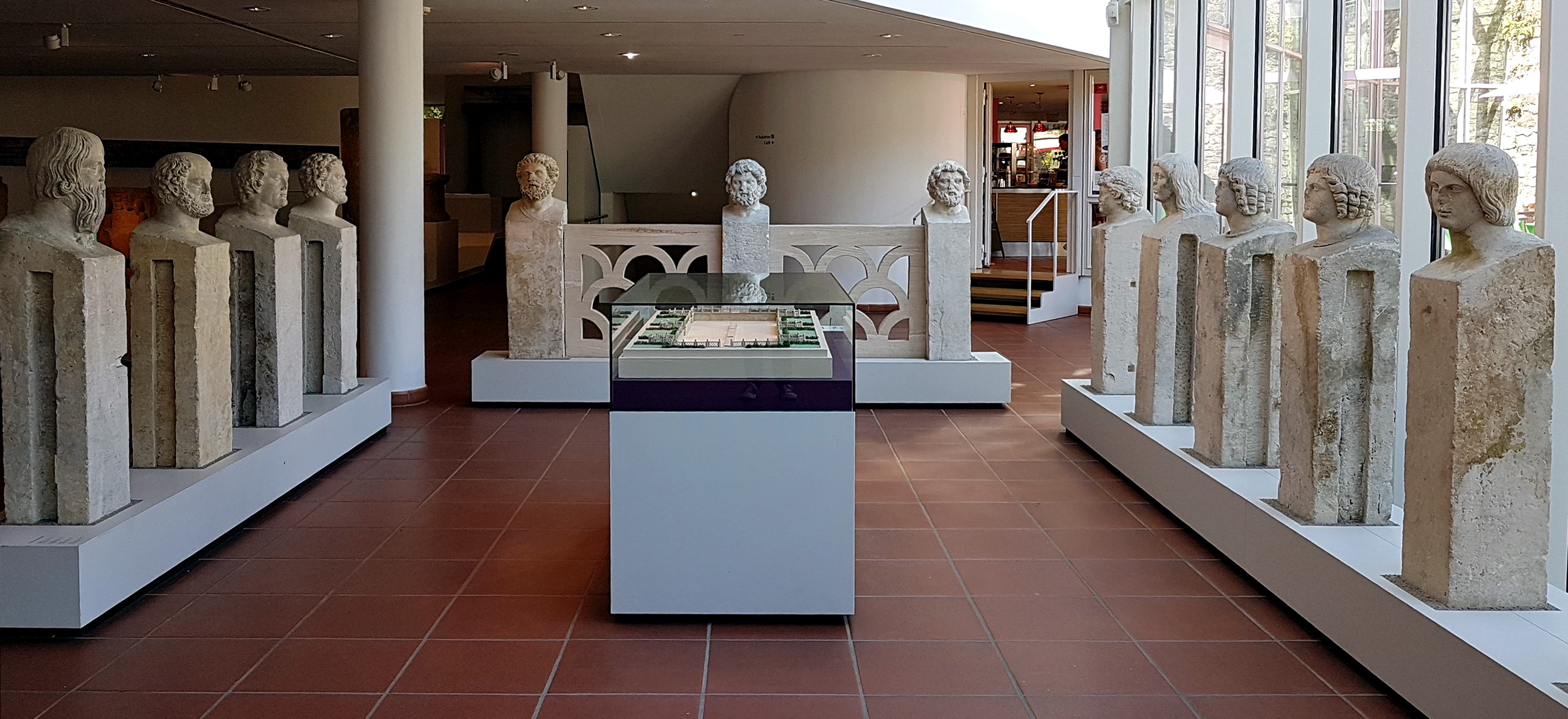
Hermen von Welschbillig im Rheinischen Landesmuseum Trier

Die Villa von Welschbillig war ein größeres herrschaftliches Anwesen der Römerzeit in der Nähe von Trier. Sie liegt in Welschbillig im Landkreis Trier-Saarburg, in Rheinland-Pfalz (Deutschland).

## Geschichte
Ab der Mitte des 2. Jahrhunderts ist eine römische Villa rustica im Bereich der neugotischen Pfarrkirche St. Peter in Ortszentrum von Welschbillig nachweisbar. An ihrer Stelle entstand im späten 3. Jahrhundert ein bedeutend größeres herrschaftliches Anwesen, das im 4. Jahrhundert aber nochmals umgebaut worden ist. Diese monumentale Palastvilla schloss sich U-förmig an ein 58,3 mal 17,8 Meter großes Prachtbassin an, das von vermutlich 112 Hermen umstellt war.
70 Hermen waren bei der Ausgrabung im 19. Jahrhundert erhalten und stammen wahrscheinlich aus dem 4. Jahrhundert, ein weiterer, erst 1958 gefunden, konnte nicht sicher zugeordnet werden. Ein Großteil der aufgefundenen Köpfe dieser Hermen, heute im Rheinischen Landesmuseum Trier, lassen deutlich unterschiedliche Völker, zum Beispiel Römer, Griechen, Kelten und Germanen, sowie Götter erkennen. Es wird vermutet, dass dieses einmalige Wasserbecken zum Palast des in Trier (Augusta Treverorum) residierenden Kaisers oder zumindest eines Verwalters des 220 Quadratkilometer großen Langmauerbezirks gehörte, in dessen südwestlichem Bereich die Villa lag.
Ob es nach dem Zusammenbruch der römischen Herrschaft eine Siedlungskontinuität bis ins frühe Mittelalter gegeben hat, ist noch nicht ergründet. Jedenfalls wurden Welschbillig sowie die Orte Newel, Sülm und Röhl mit ihren Kirchen und Zugehörungen von König Dagobert I. 634 der Kirche des heiligen Paulinus (Paulinstift Trier) geschenkt. Mitte des 13. Jahrhunderts bauten die Kurfürsten von Trier auf dem Gelände eine Befestigung aus dem 12. Jahrhundert zu einer Wasserburg mit vier Ecktürmen aus.
Die eigentlichen Palastgebäude aus römischer Zeit sind schlecht erforscht. Erst beim Bau der neugotischen Pfarrkirche 1890 konnte die Anlage der Villa, die einen guten Teil des Ortes einnahm, teilweise freigelegt und dokumentiert werden.